# 비금 성치산성
비금 성치산성은 대한민국 전라남도 신안군 비금면 광대리에 있다. 2000년 1월 31일 신안군의 향토유적 제11호로 지정되었다.

## 개요
광대리의 성치산 정상부에 축조된 산성으로 고려초에 조성된 것으로 전해오지만, 이와 관련한 문헌은 없다.